# Gravellona Lomellina
Gravellona Lomellina är en ort och kommun i provinsen Pavia i regionen Lombardiet i Italien. Kommunen hade 2 740 invånare (2018).